# Torto Arado
Torto Arado é um romance brasileiro de 2019 escrito pelo autor baiano Itamar Vieira Junior. Conta a história de duas irmãs, Bibiana e Belonísia, marcadas por um acidente de infância, e que vivem em condições de trabalho escravo contemporâneo em uma fazenda no sertão da Chapada Diamantina. O romance foi originalmente publicado em Portugal, pela editora Leya, após vencer o prêmio de mesmo nome. No Brasil, é publicado pela editora Todavia. Além do Prêmio Leya, venceu também importantes competições como o Prêmio Jabuti 2020 e o Prêmio Oceanos 2020. Em 2022, foi noticiado que a obra será adaptada pela HBO Max. Com direção de Heitor Dhalia e roteiro de Luh Maza, Maria Shu e Viviane Ferreira, a obra pretende ser contada em, pelo menos, três temporadas.

## Sinopse
Nas profundezas do sertão baiano, as irmãs Bibiana e Belonísia encontram uma velha e misteriosa faca na mala guardada sob a cama da avó. Ocorre então um acidente. E para sempre suas vidas estarão ligadas — a ponto de uma precisar ser a voz da outra. Numa trama conduzida com maestria e com uma prosa melodiosa, o romance conta uma história de vida e morte, de combate e redenção.

## Influências e antecedentes
Antes de publicar Torto Arado, Itamar Vieira Junior já havia publicado duas coletâneas de contos: Dias (2012), lançado pela Caramurê Publicações, e A Oração do Carrasco (2017), lançado pelo selo Mondrongo e finalista do Prêmio Jabuti. Funcionário público do Instituto Nacional de Colonização e Reforma Agrária (INCRA), parte da inspiração do romance surgiu do contato que Vieira Junior teve com comunidades quilombolas da Bahia no trabalho e em sua pesquisa de doutorado. Nesse sentido, o romance traz algumas particularidades da região da Bahia na qual é ambientado. Os ritos do Jarê, uma religião de matriz africana existente somente na região da Chapada Diamantina, e que é significativamente menos conhecida do que o Candomblé e a Umbanda, são, inclusive, parte importante da narrativa. 
Segundo o autor, a ideia de Torto Arado é antiga. Na década de 90, aos 16 anos, chegou a escrever as primeiras páginas de uma história com o mesmo título e protagonistas similares. Entretanto, o manuscrito original, que já contava com cerca de 80 páginas, se perdeu em uma mudança e a história ficou engavetada por anos.
Também de acordo com Vieira Junior, o romance teve como influências iniciais autores regionalistas da chamada Geração de 30 do Modernismo no Brasil como Jorge Amado, Graciliano Ramos e Rachel de Queiroz. O autor também cita como influência autores como Machado de Assis, Clarice Lispector, Lima Barreto, Carolina Maria de Jesus e Raduan Nassar. Este último, inclusive, tem um trecho de seu romance Lavoura Arcaica utilizado como epígrafe em Torto Arado. Em entrevista à também escritora Carola Saavedra, Vieira Junior traça paralelos entre os dois romances e explica que a escolha da citação de Nassar tinha como intenção "introduzir o leitor no universo da história, embora as histórias guardem grandes diferenças entre si. Enquanto uma descreve a ruína de uma família, a outra mostra a sobrevivência a partir dos laços de solidariedade e parentesco que vão se estabelecendo através do tempo".

## Recepção crítica
A obra foi muito bem recebida inclusive pela crítica especializada. No ano de 2024 atingiu a cifra de um milhão de exemplares vendidos, um número bastante expressivo para o público lusófono. Não obstante, Torto Arado foi objeto de ensaio crítico por alguns especialistas, dos quais vale destacar o historiador da literatura Claudinei Cássio de Rezende, que entendeu a obra como um maniqueísmo esquemático e atualizado do antigo realismo socialista.

## Prêmios
Desde sua publicação, e mesmo antes, o romance Torto Arado já ganhou diversos prêmios, entre eles:
- 2018 – Prémio LeYa na categoria Romance (Portugal)[13]
- 2020 – Prêmio Jabuti na categoria Romance (Brasil)
- 2020 – Prêmio Oceanos na categoria Romance (Brasil)
- 2024 – Montluc Résistance et Liberté 2024[14]